# أمن المطار

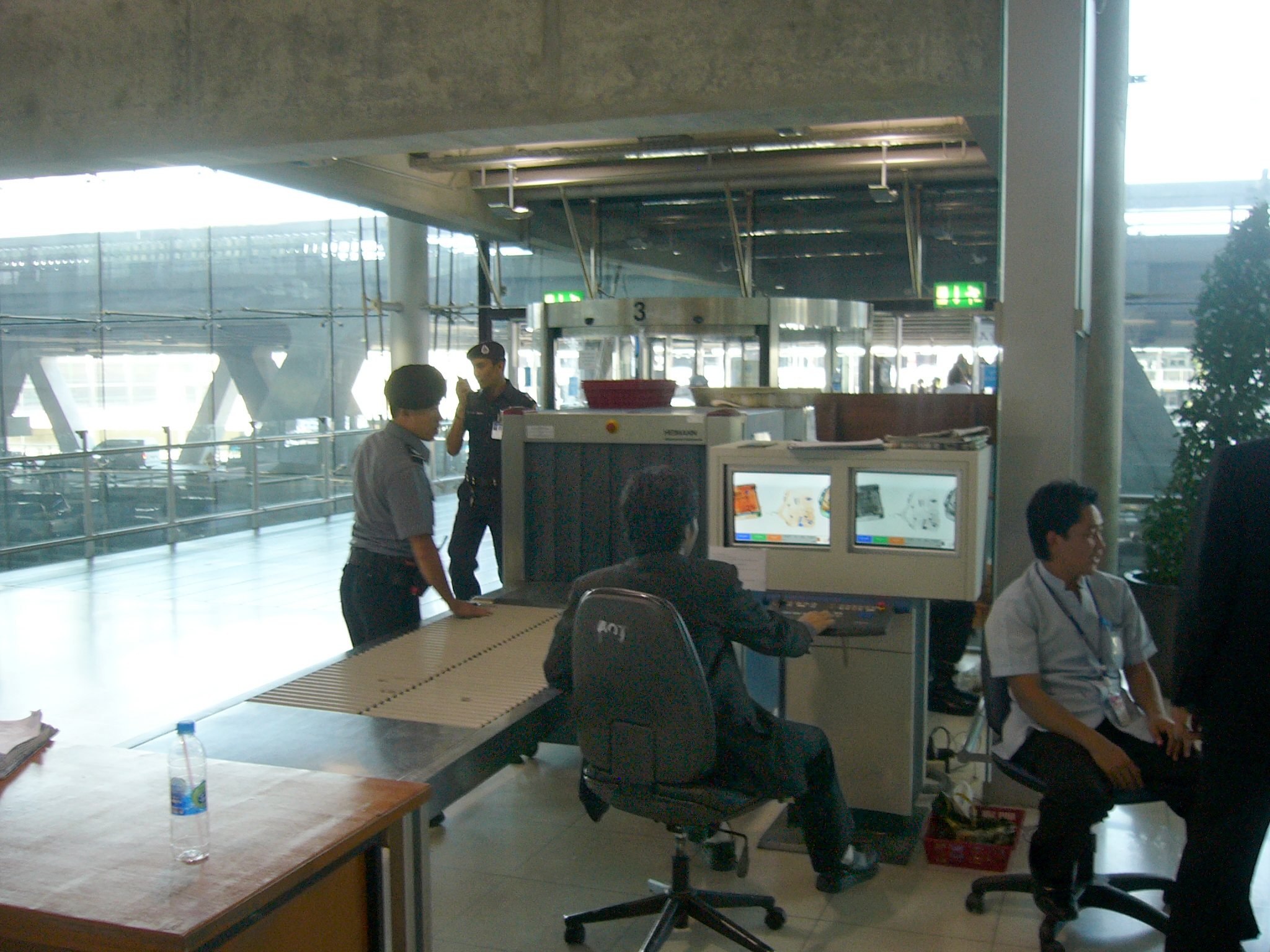
فحص الأمتعة في مطار سوفارنابومي الدولي بالعاصمة التايلاندية بانكوك.

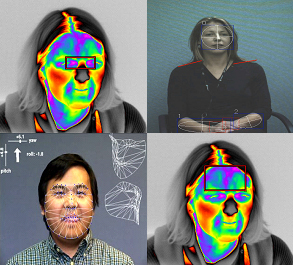
صورة تجسد "مشروع النية العدائية"

يشير مفهوم أمن المطار إلى التقنيات والأساليب المستخدمة بهدف حماية الركاب والموظفين والطائرات وممتلكات المطار من الأذى العرضي/الضار والجرائم والتهديدات الأخرى.
أمن المطار هو مزيج من الموارد البشرية والموارد المادية والتي تهدف إلى حماية الطيران المدني من التدخلات غير المشروعة كالأعمال الإرهابية أو الأعمال التخريبية أو كل تهديد للأرواح أو الممتلكات أو نقل تهديدات كاذبة أو قصف أو ما إلى ذلك.

## وصف
أعداد كبيرة من الناس تمر عبر المطارات كل يوم. يمثل هذا أهدافا محتملة للإرهاب وأشكال الجريمة الأخرى بسبب عدد الأشخاص الموجودين في مكان واحد. وبالمثل، فإن الأعداد الكبيرة للأشخاص على الطائرات الكبيرة يزيد من معدل الوفيات المرتفع المحتمل عند حدوث هجمات على الطائرات، وقد توفر القدرة على استخدام طائرة مختطفة كسلاح فتاك هدفا مرغوبا للإرهاب (مثل هجمات 11 سبتمبر).
يسعى أمن المطار إلى منع أي تهديدات أو مواقف قد تكون خطرة من الحدوث أو دخول مرتكبيها إلى البلاد. إذا نجح أمن المطار، فإن فرص أي موقف خطير أو أشياء غير قانونية أو تهديدات تدخل في طائرة أو بلد أو مطار تقل بشكل كبير. على هذا النحو، يهدف أمن المطار إلى حماية المطار والبلد من أي تهديدات وطمأنة المسافرين بوجود أمن كاف لهم وحماية الأمن القومي للبلدان وشعوبها.
يرى مونتي ر بيلغر من إدارة الطيران الفيدرالية الأمريكية أن : «الهدف من أمن الطيران هو منع الضرر الذي يلحق بالطائرات والركاب والطاقم، بالإضافة إلى دعم الأمن القومي وسياسة مكافحة الإرهاب».

## سلطة أمن المطار

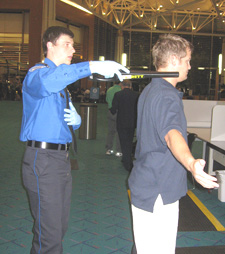
مراقبة أحد المسافرين من طرف شرطي من إدارة أمن المواصلات

بعض الدول تتوفر على وكالة قائمة بذاتها تُناط لها مهمة حفظ أمن المطارات (مثلا في أستراليا، تقوم الشرطة الاتحادية الاسترالية بتأمين المطارات),. في بلدان أخرى، يتم التحكم في أمن المطارات على مستوى الولاية أو المستوى المحلي الذي يتواجد فيه المطار.
يمكن أن يضم طاقم حماية أمن المطار مايلي :
- قوة شرطة يتم تعيينها وتخصيصها للمطار على سبيل المثال هيئة شرطة المطارات الأيرلندية.
- فرع من الشرطة المحلية متمركزة في المطار.
- أعضاء من قسم الشرطة المحلية يتواجد المطار ضمن منطقة دورياتهم.
- أعضاء خدمة حماية المطار في بلد ما.
- خدمات كلاب الشرطة للكشف عن المتفجرات، والكشف عن المخدرات وغيرها من الأغراض الخطرة.

وقد تشمل عناصر أخرى ك :
- حراس الأمن.
- قوات شبه عسكرية.
- قوات عسكرية.